# Morcelliana
Morcelliana est une maison d'édition catholique italienne dont le siège se trouve à Brescia. Elle fut fondée en 1925 par un groupe de jeunes catholiques : Fausto Minelli, Alessandro Capretti, Mario Bendiscioli, Giulio Bevilacqua et Giovanni Battista Montini (futur pape Paul VI).

## Description
Morcelliana publie des ouvrages portant sur l'exégèse biblique, le christianisme ancien, la spiritualité juive et chrétienne, la théologie, la philosophie, les sciences des religions et l'histoire. 
En plus de ces ouvrages, Morcelliana édite plusieurs périodiques : Henoch, Adamantius, Hermeneutica, Humanitas, Studi e materiali di storia delle religioni et Rivista di Storia del Cristianesimo.

## Auteurs
Morcelliana entend promouvoir une culture d'inspiration chrétienne en dialogue avec des courants de pensée internationaux. 
Cet éditeur publie des auteurs tels que Robert Hugh Benson, Remo Bodei, Dietrich Bonhoeffer, G. K. Chesterton, Alcide De Gasperi, Augusto Del Noce, Romano Guardini, Hubert Jedin, Amos Luzzatto, Italo Mancini, Enrico Norelli, Mauro Pesce, Karl Rahner, Joseph Ratzinger, Michel Remaud, Paul Ricœur, Gilles Routhier, Michele Federico Sciacca, Xavier Tilliette...

## Source de traduction
- (it) Cet article est partiellement ou en totalité issu de l’article de Wikipédia en italien intitulé « Morcelliana » (voir la liste des auteurs).